# エヴィル・ジョーダン
「エヴィル・ジョーダン」（EVIL J0RDAN）は、アメリカのラッパー、プレイボーイ・カーティの楽曲である。当初は2024年1月15日にInstagram限定のプロモーショナルシングルとしてリリースされ、その後、2025年3月14日にAWGEとインタースコープ・レコードを通じて、カーティの3枚目のスタジオ・アルバム『MUSIC』の4曲目として正式にリリースされた。

## 背景とプロモーション
2024年1月15日、カーティは「エヴィル・ジョーダン」（当時は「EvilJ0rdan」というタイトルだった）を、さまざまなフォーメーションでドゥーラグを着用し、ハローキティのマグカップで飲み物を飲む彼の姿をフィーチャーしたミュージックビデオと共にリリースした。彼はその後、ミスター・バングルの『The Raging Wrath of the Easter Bunny Demo』（2020年）のヴァイナルコピーを掲げる。この曲は、先行する「2024」、「DIFFERENT DAY」、「BACKR00MS」に続く、次期プロジェクトを見据えた一連のリリースの一環として発表された。彼は2023年12月8日に自身のInstagramストーリーでこの曲をプレビューしていた。
最終的には、リリース直前の2025年3月14日にトラックリストの一部として明かされた。「エヴィル・ジョーダン」は、リリース前にプレビューされた曲の中で、アルバムに収録されることになった3曲のうちの1つであった。
「Popular」からのサンプルを含む延長されたイントロは、『Music』のバージョンまで導入されておらず、Instagramに投稿された元のミュージックビデオは、オリジナルのビートから単純に始まっていた。

## 構成

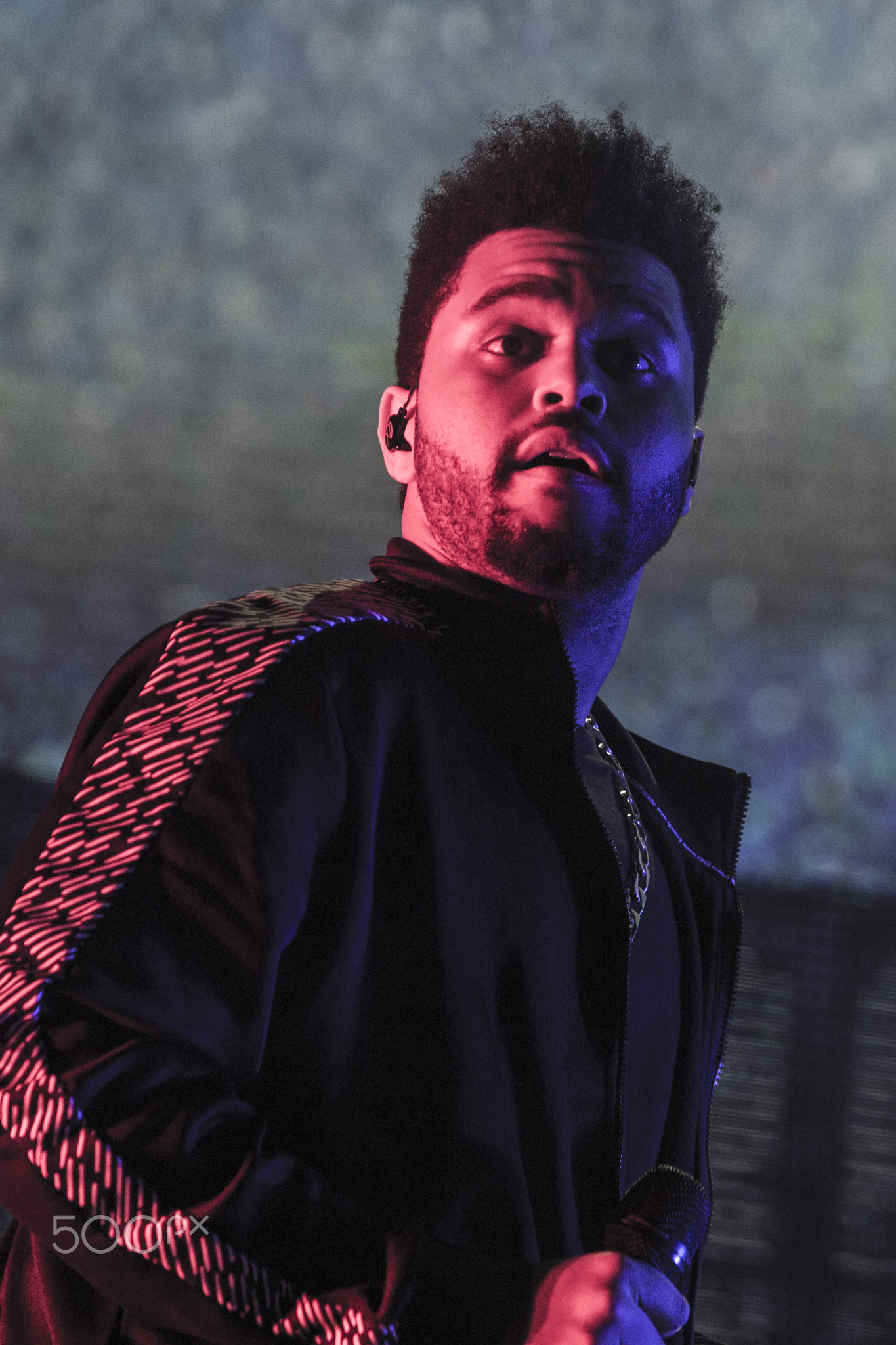
「エヴィル・ジョーダン」は、ザ・ウィークエンドの楽曲で、カーティ自身とマドンナもフィーチャーされている「Popular」から取られた彼の声を際立ってサンプリングしている。

「エヴィル・ジョーダン」は、「延長された渦巻くようなドラマチックなイントロ」を持つ「不吉なハードスプラット・バンガー」と評された。このイントロは、先行するアルバムトラック「K POP」と「エヴィル・ジョーダン」の間のトランジションとして機能し、「Popular」（2023年）のサンプルでつながっている。このサンプルはザ・ウィークエンド、マドンナ、そしてカーティ自身によって解釈されている。この曲は「シンプルで直接的な」ビート、「ヘビーな808と不気味なストリングスの叫び」を特徴としている。カーティは「悪魔的なプロダクション」の上で「自身の低い音域に飛び込んでいる」。この曲は、長年の協力者であるカードーによって共同プロデュースされた。彼はすでにカーティの「ウォームアップ」トラックのいくつかをプロデュースしていた。また、「.357 Magnum Pistol Shot 1: Close Perspective」（1990年）のサンプルも含まれている。これはThe Hollywood Edge Soundによるものである。

## 批評家の反応
『XXL』のC. ヴァーノン・コールマンIIは、親アルバムの初評価で「エヴィル・ジョーダン」を初期の際立ったトラックの一つとして挙げた。『Stereogum』のトム・ブライハンは、この曲を「カーティが昨年低解像度ビデオを投稿して以来」ずっと「お気に入り」の一つと呼んだ。

## 担当者
クレジットと担当者はTidalから引用。
ミュージシャン
- ジョーダン・カーター – ボーカル
- マーク・ウィリアムズ – プロデュース
- ラウル・クビナ – プロデュース
- ロナルド・ラトゥール・ジュニア – プロデュース
- ジェイソン・パウンズ – プロデュース

技術
- オジヴォルタ – マスタリング
- マーカス・フリッツ – ミキシング、レコーディング